# Aphelinoidea plutella
Aphelinoidea plutella är en stekelart som beskrevs av Alexandre Arsène Girault 1912. Aphelinoidea plutella ingår i släktet Aphelinoidea och familjen hårstrimsteklar. Inga underarter finns listade i Catalogue of Life.